# 푸진루역
푸진루역(중국어: 富锦路站, 영어: Fujin Road Station)은 중화인민공화국 상하이시 바오산구 양싱진(杨行镇)과 원촨로(蕰川路), 푸진로(富锦路)에 위치한 상하이 지하철 역사로 1호선의 북쪽 종점역이다. 역사는 고가 섬식, 상대식 구조이며, 2007년 12월 29일에 운행을 시작하였다. 역 북쪽으로는 북쪽 연장을 위한 노선과 푸진루 주차장(富锦路停车场) 차량기지로 이어지는 노선이 있다.

## 역 구조
푸진루역은 고가 1섬 1상대식 승강장으로 이루어졌다.

### 층별 구조
| 2층    | 상대식 승강장, 오른쪽 출입문이 열림 | 상대식 승강장, 오른쪽 출입문이 열림               |
| 2층    | ←                                   | ■1호선 하차 전용 승강장                           |
| 2층    | 사용하지 않음                       |                                                   |
| 2층    | 섬식 승강장, 왼쪽 출입문이 열림     |                                                   |
| 2층    | →                                   | ■1호선 신좡 방면(유이시루)                        |
| 지면층 | 대합실                              | 1-2번 출구, 개집표기, 자동매표기, 유인 안내데스크 |

## 환승
- 상하이 버스: 172, 552, 촨타이선(钱泰线), 바오산6길, 바오산14길, 바오산구 마을버스(양베이~룽전로·베이안로)

## 출구
- 1번 출구: 원찬루(蕰川路) 서쪽，양베이루(杨北路) 남쪽
- 2번 출구: 원찬루 동쪽，양베이루 북쪽

## 운행
- 첫차: 05:40
- 막차: 22:30